# 1985 en aéronautique
Chronologie de l'aéronautique
- 1981
- 1982
- 1983
- 1984
- 1985
- 1986
- 1987
- 1988
- 1989

Cet article présente les faits marquants de l'année 1985 en aéronautique.

## Événements

### Février
- 12 février : premier vol de l'avion léger Valmet L-80 TP Turbo Vinka.
- 19 février : 
  - crash d'un Boeing 727 d'Iberia à Bilbao; 148 morts.
  - premier tir d'essai du missile de croisière AGM-86 ALCM au Canada[1].
- 27 février ! premier vol de l’avion de relais de communication C160H Astarté.

### Avril
- 30 avril : premier vol du prototype du Harrier GR.5.

### Mai
- 1er mai : mise en service du missile M4, un MSBS français.
- 14 mai : essai réussi du tir d'un missile air-air AIM-120 AMRAAM.
- 29 mai : première apparition publique de l'Antonov An-124 au salon du Bourget.

### Juin

Le capitaine John Testrake du vol TWA 847 et un des pirates de l'air sur l’aéroport de Beyrouth.

- 14 juin-1er juillet : détournement aérien du vol TWA 847, un Boeing 727, par le groupe Amal. Après quinze jours et un périple qui passe par Alger et Beyrouth, un passager fut tué et les 39 derniers otages sont libérés contre la libération de 700 prisonniers chiites par Israël.
- 17 juin : le spationaute Patrick Baudry part en mission avec la NASA à bord de Discovery.
- 24 juin : premier vol de l'hélicoptère expérimental Sikorsky S-76 SHADOW.

### Juillet
- 29 juillet : premier vol de l'avion d'entraînement japonais Kawasaki T-4.

### Août
- 2 août :
  - Crash d'un Lockheed TriStar du Vol 191 Delta Air Lines à Dallas; 133 morts.
  - L'Allemagne de l'Ouest, la Grande-Bretagne et l'Italie signent un accord visant à la réalisation de l'avion de combat européen qui deviendra l'Eurofighter Typhoon.
- 12 août : crash d'un Boeing 747 du Vol 123 Japan Airlines au mont Otsuka ; 520 morts.
- 22 août : crash d'un Boeing 737 de la Vol 28M British Airtours à Manchester ; 54 morts.

### Septembre
- 13 septembre : un chasseur américain McDonnell Douglas F-15 Eagle lance un missile antisatellite d'une altitude d'environ 12 000 m et détruit un satellite en orbite.

### Octobre
- 3 octobre : la navette américaine Atlantis effectue sa première mission.

### Novembre
- 23 - 24 novembre : détournement aérien du EgyptAir Flight 648 (en). Dès le second jour du détournement, intervention musclée des commandos égyptiens à Malte. 60 personnes trouvent la mort au cours de cet assaut.

### décembre
- 3 décembre : entrée en service de l'ATR 42 à Air Méditerranée.
- 12 décembre : crash du vol 1285, un DC-8 d'Arrow Air à Gander, Terre-Neuve rapatriant 250 soldats aux États-Unis pour les fêtes de noël. L'accident fait 256 morts.